# Lipophrys
Lipophrys è un genere di pesci ossei marini appartenenti alla famiglia Blenniidae.

## Distribuzione e habitat
Questo genere è presente nell'Oceano Atlantico nordorientale a sud fino alle isole del Capo Verde. Nel Mar Mediterraneo sono presenti le specie Lipophrys canevae e Lipophrys trigloides.
Vivono in acque marine costiere dei piani infralitorale e intertidale, su fondali rocciosi.

## Specie
- Lipophrys canevae
- Lipophrys pholis
- Lipophrys trigloides
- Lipophrys velifer